# A Power Energy Systems ltd.
A-Power Energy Generation Systems (OTC Pink: APWR) là nhà cung cấp các hệ thống phát điện phân tán ở Trung Quốc. Năm 2008, A-Power bước vào năng lượng gió trên thị trường và đã xây dựng tuabin gió lớn nhất, nằm ở Thẩm Dương, tỉnh Liêu Ninh, Trung Quốc, với công nghệ được cấp phép từ Fuhrlaender AG của Đức và dựa trên Norwin của Đan Mạch, và tổng công suất sản xuất hàng năm 1.125 MW.